# Jules Audent

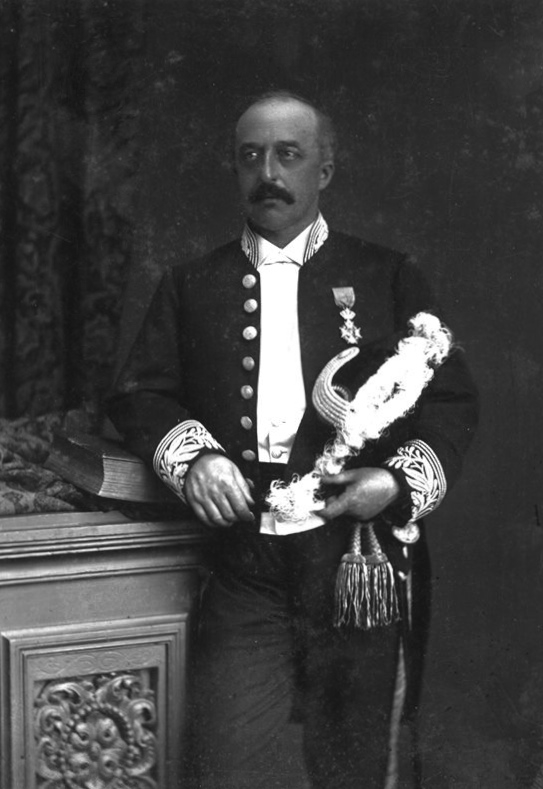
Jules Audent

Jules André Albert Audent (Charleroi, 6 juni 1834 - Charleroi, 6 oktober 1910) was een Belgisch liberaal senator en burgemeester van Charleroi.

## Levensloop
Audent is een zoon van advocaat Albert Audent en Léocadie Masquelier. Hij trouwde met Aline François. Hij promoveerde in 1857 tot doctor in de rechten aan de Universiteit van Luik en vestigde zich vervolgens als advocaat in Charleroi. Tussen 1871 en 1907 was hij achtmaal stafhouder.
Audent was gemeenteraadslid (1863-1910), schepen (1873-1879) en burgemeester (1879-1903) van Charleroi. Hij is vooral bekend geworden door de grote werken die zijn uitgevoerd tijdens deze mandaten en die hem de bijnaam "Haussmann van Charleroi" bezorgden. De vestigingen - afgebroken in 1871 - werden vervangen door boulevards, parken, woningen en publieke gebouwen. Tussen 1879 et 1910 - jaar van zijn overlijden - verhoogde het aantal inwoners van Charleroi met 15000 wat bijna een verdubbeling is. Er werden in die periode 2000 huizen gebouwd.
In 1878 was Audent een van de 154 liberalen die de Gazette de Charleroi oprichtten.
In 1891 werd hij liberaal senator voor het arrondissement Charleroi, een mandaat dat hij vervulde tot in 1908.
De Avenue Jules Audent in Charleroi is naar hem genoemd.